# 1946年の教育
1946年の教育（1946ねんのきょういく）は、1946年の教育関連のできごとの一覧である。

## 全般
- 日本にアメリカ教育使節団が3月5日～30日に訪れ、アメリカ教育使節団報告書を提出。この報告書に基づき学制改革が実施される。
- 文部省が教師のための手引書「新教育指針」を発表（5月）。
- 内閣に教育刷新委員会が設置される（8月）。
- 国際連合教育科学文化機関憲章（ユネスコ憲章）が発効し、国際連合教育科学文化機関（ユネスコ）が設立される（11月）。

## できごと
- 8月9日 - 第1回国民体育大会夏季大会開催（阪神地区）。
- 10月8日 - 文部省、教育勅語の棒読み廃止など通達。
- 10月9日 - 文部省、男女共学を指令（昭和22年新学期実施）。
- 12月30日 - 文部省、6・3・3制を決定、発表。